# Майдан Ірини Бугримової
Майдан Ірини Бугримової — майдан у історичному центрі Харкова в Основ'янському районі.

## Історія та назва
Майдан утворився як пустир між приватної забудови ще наприкінці XVII століття на острові між річками Нетіча та Харків. Цей район мав назву міжріччя, а площу на початку XIX століття називали Занетіченською від річки Нетіча. Церква Воскресіння Христового заснована до 1655 року на території Краснокутського провулку (280 метрів на схід від сучасного майдану Ірини Бугримової). 1742 року храм переміщено на територію Занетіченської площі.
1822 року на мапі міста вперше майдан згадується як Воскресенська площа. У XIX та на початку XX століття тут розташовувалися м'ясні лавки, облаштовано місця для продажу дров. Воскресенський храм декілька разів перебудовували, останній раз у 1872 році, коли надбудовано третій ярус на дзвіниці. Після захоплення міста радянською владою, собор закрили. 3 листопада 1922 року він був знесений, майдан у тому ж році перейменовано на честь Мойсея Соломоновича Урицького — російського революційного та політичного діяча, голови Петрограцької НК, вбитий 30 серпня 1918.
У 1974 році на майдані за типовим проєктом, розробленим у 1966 році московським інститутом «Діпротеатр» (архітектори С. М. Гельфер та Г. В. Напреєнко, конструктор В. Корнілов) побудована будівля цирку. Проєктна місткість — 2047 глядачів. У кінці 1960-х — середині 1970-х років проєкт цирку був реалізований ще в дев'яти великих містах колишнього СРСР, спочатку в Новосибірську, а далі в Уфі, Самарі, Донецьку, Пермі, Луганську, Воронежі, Кривому Розі і Брянську. Кругла будівля виконана у стилі модернізм, має панорамні вікна та великий навіс. Площа навколо цирку реконструйована, створено центральну алею до установи, розплановано клумби й фонтан. На перехресті вулиць створено підземний пішохідний перехід, а наземні переходи відсутні, що створює незручності для пішоходів та маломобільних людей.
У 2003 році Харківська міська рада ухвалила рішення про перейменування майдану на честь російської акторки Ірини Бугримової. Вона деякий час працювала у цирку, але жила у Москві, де й похована.
Майдан має площу приблизно 21 м², обмежений Нетіченською набережною та Воскресенською вулицею з півночі та півдня та забудовою із заходу та сходу. За адресою майдан Ірини Бугримової розташовані лише дві будівлі — харківський цирк (№ 1) та офісна будівля (№ 3), через майдан проходить трамвайний маршрут № 3 та автобусний маршрут № 128. Площа викладена бруківкою та бетонними плитами.

## Воскресенська церква
Парафіяльний трипрестольний храм Воскресіння Христового вперше згадується у 1655 році. Він заснований на території Краснокутського провулка (280 метрів на схід від сучасного майдану Ірини Бугримової). 1742 року храм переміщено на територію Занетіченської площі. Протягом 1783—1789 років зводять новий храм, однак через погану якість будівництва, його довелося знести за 6 років. До 1792 року при церкві було кладовище. У 1795—1797 роках храм перебудовують у камені за проєктом архітектора Петра Антоновича Ярославського. 1828 року дерев'яний частокіл був замінений кам'яною огорожею. У 1857 році церква реконструйована за проєктом А. І. Под'якова. В 1870-х роках храм знову перебудовують. 1872 року на дзвіниці надбудували третій ярус, 1885 року відновлено іконостас головного вівтаря кіоти Донської ікони Божої Матері та Миколи Чудотворця, його облицьовано кришталем разом з суміжними іконами.

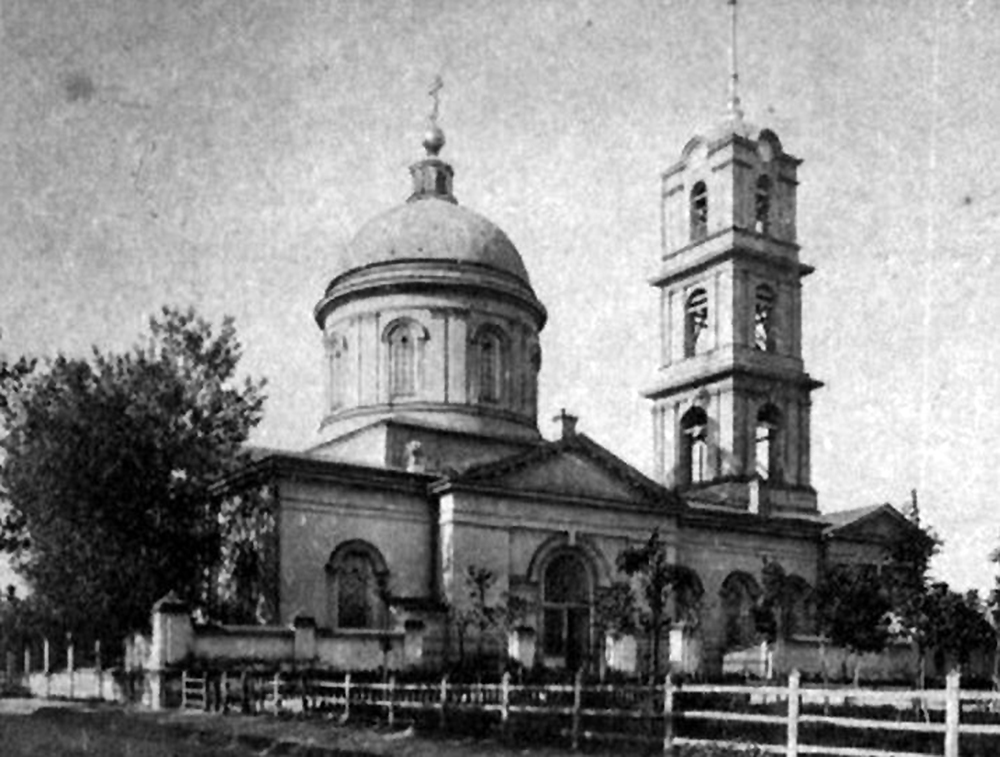
Церква на початку XX століття

Воскресенська церква, окрім того, що є однією з найстаріших, була ще й однією з найбагатших та найбагатолюдніших у Харкові. Парафіянами були в основному купці, які залишали великі пожертви. Багато ікон у храмі мали дорогі оправи та шати, що коштували як будинок. 1803 року купець Аникеєв подарував церкві ікону Святої Трійці та ікону Воскресіння Христового. В церкві зберігалося Євангеліє 1815 року з багатим окладом і зображеннями Євангелістів та срібний хрест 1786 року. З 1863 до 1865 року Воскресенський храм був градським собором Харкова. Будівля церкви була виконана у стилі класицизм, однобанна, з триярусною дзвіницею. Фасади прикрашені простими наличниками, по боках по два фронтони. Дзвіниця й барабан крім наличників прикрашені ще й пілястрами.
Після захоплення міста радянською владою, собор закрили. 3 листопада 1922 року він був знесений, майдан у тому ж році перейменовано на честь Мойсея Соломоновича Урицького — російського революційного та політичного діяча, голови Петрограцької НК, вбитий 30 серпня 1918. Собор стояв на місці перетину майдану з Воскресенською вулицею, нині на цьому місці пустир. З 1764 року на площі стояла також старообрядницька церква Святої Трійці. На її місці у 1970-х роках і побудували цирк.

## Галерея

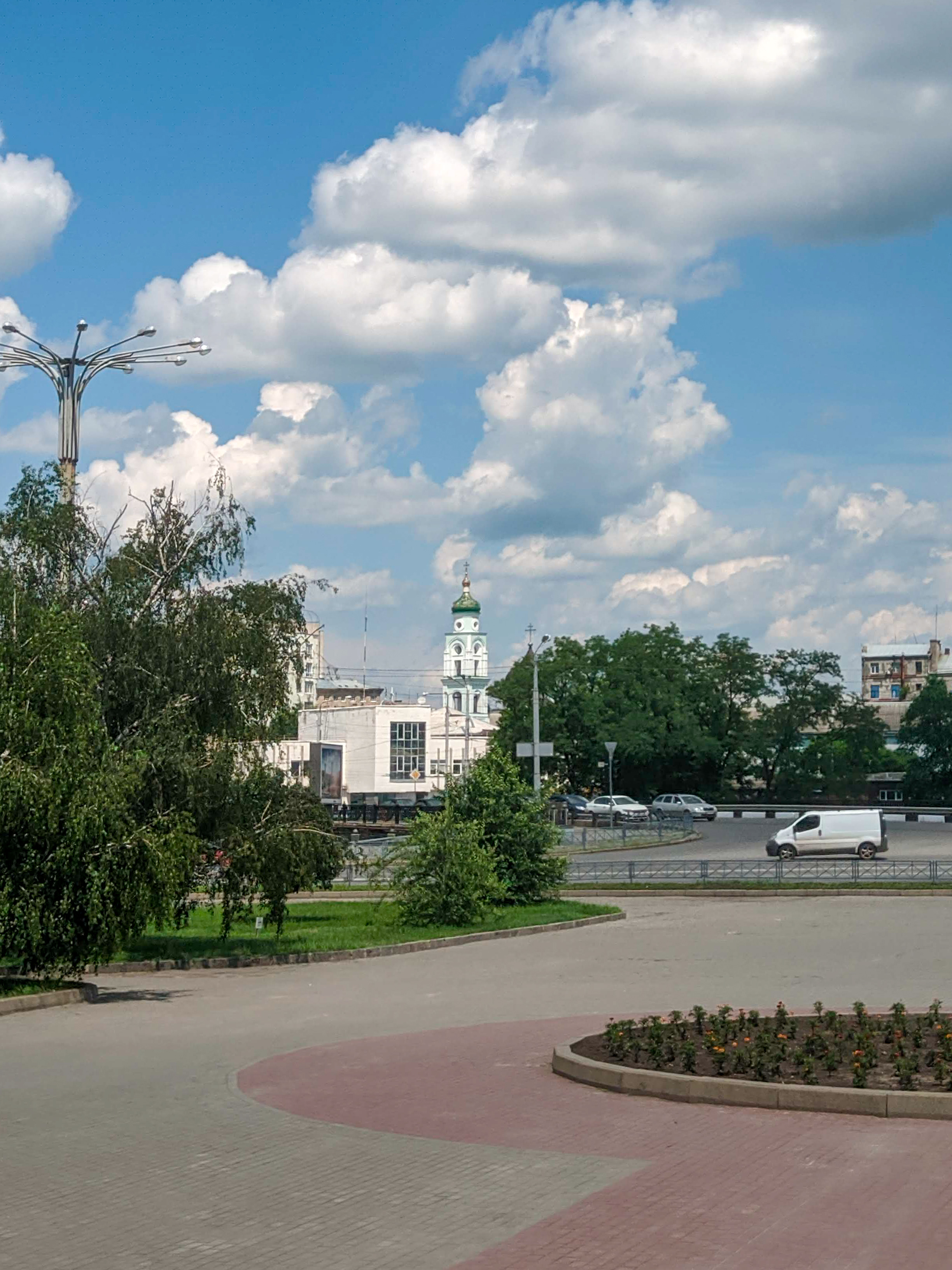
Майдан та краєвид на Поділ та Троїцьку церкву
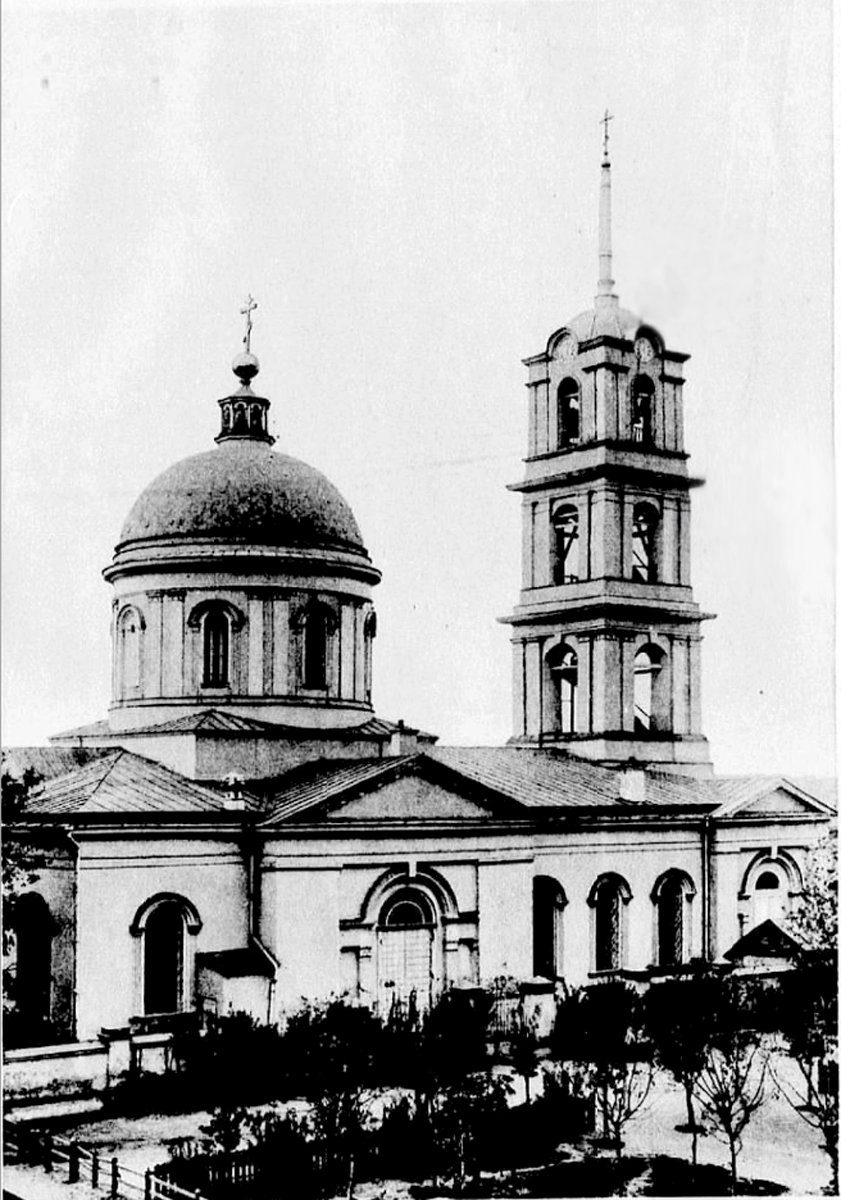
Воскресенська церква (зруйнована)
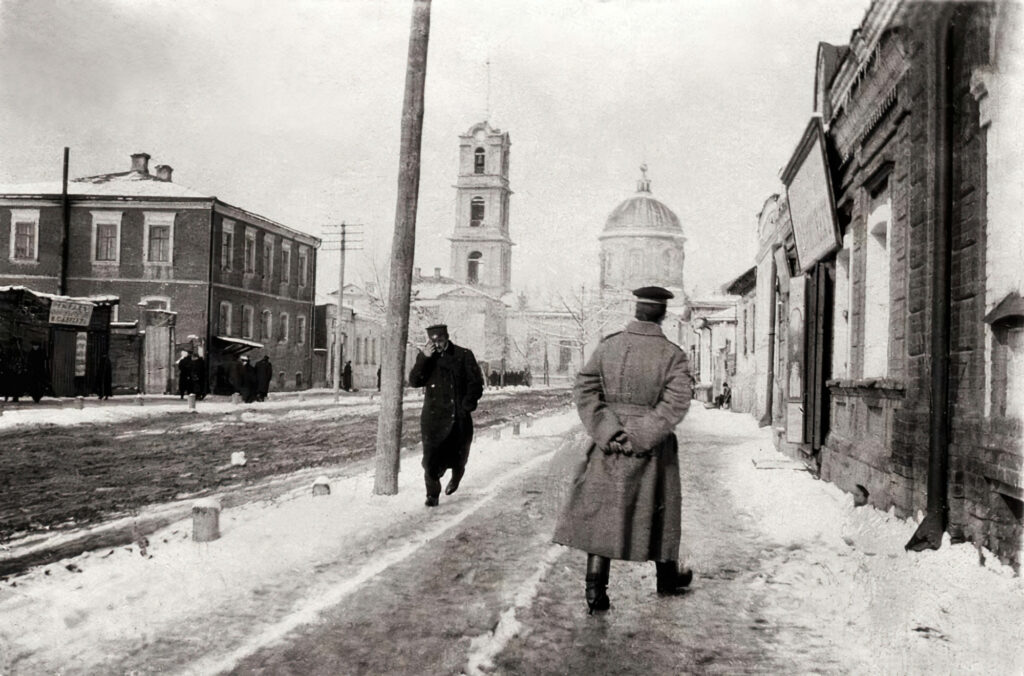
Воскресенська церква зі сторони Греківської вулиці
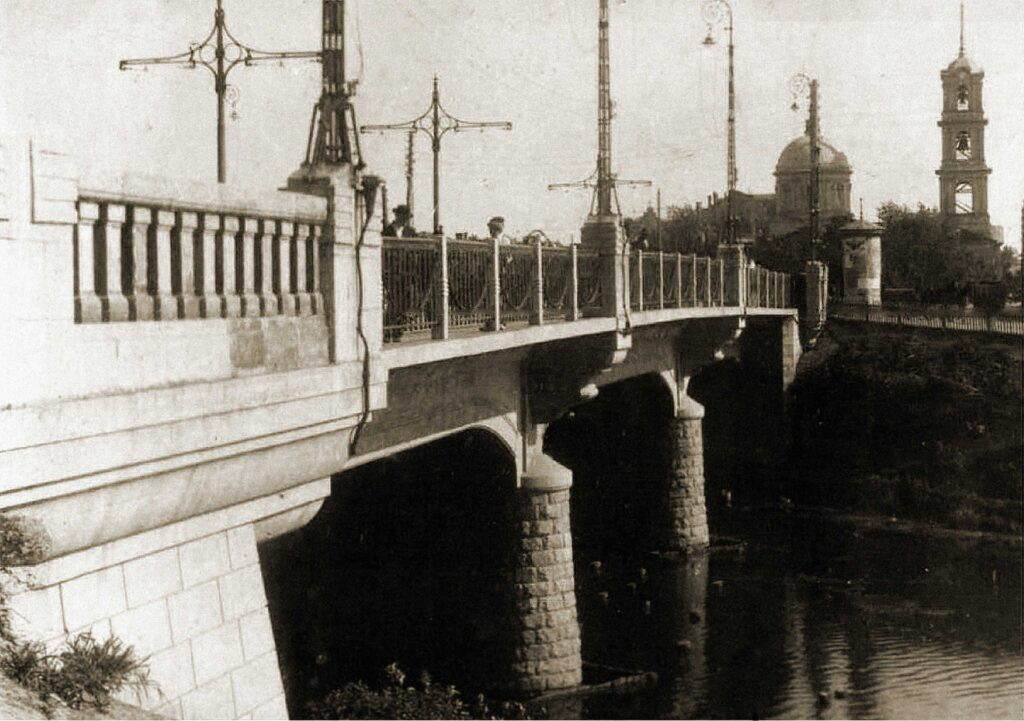
Воскресенська церква з боку Нетіченського мосту
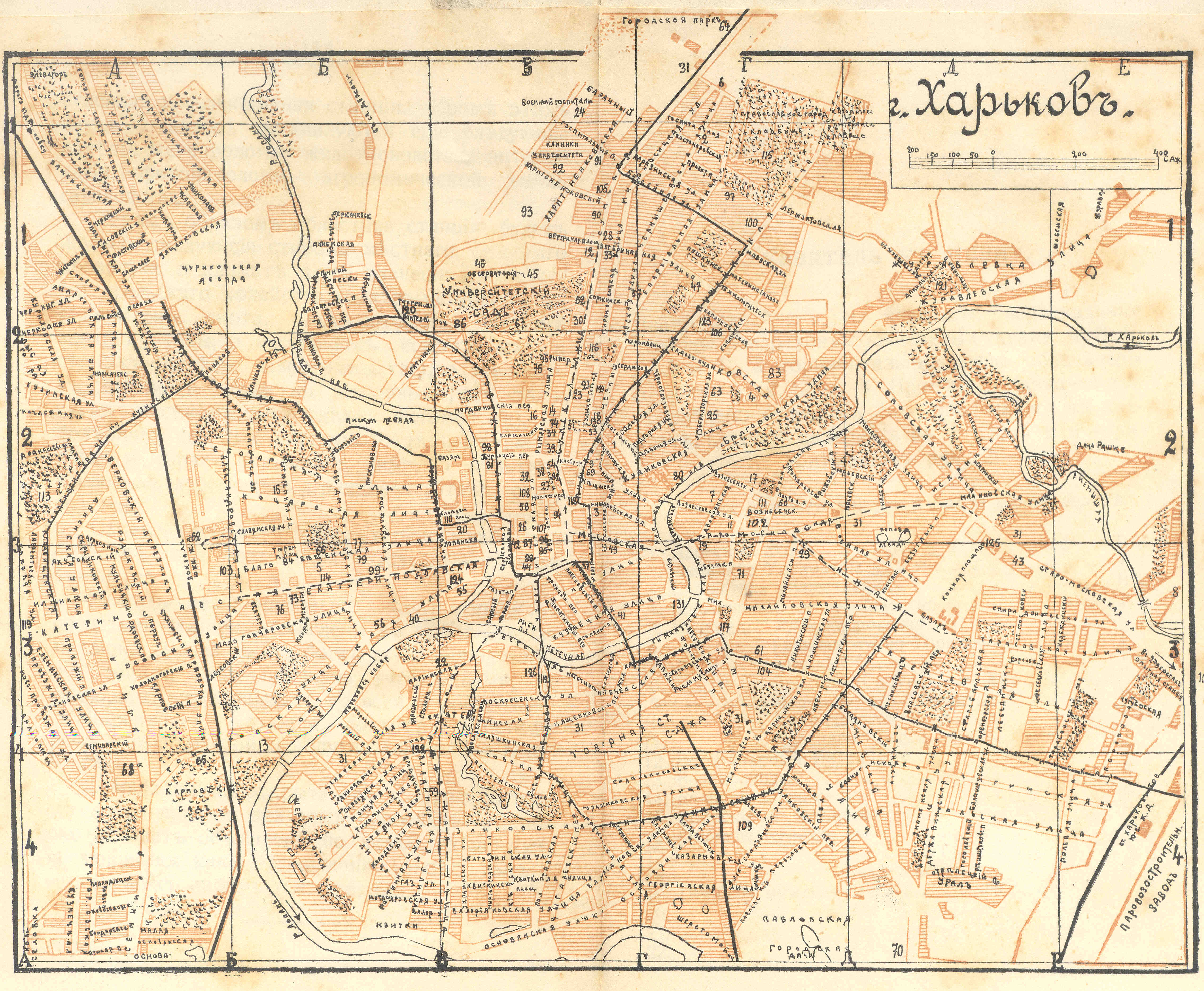
Мапа 1914 року, де позначено Воскресенську та старообрядницьку церкви (112, 126)
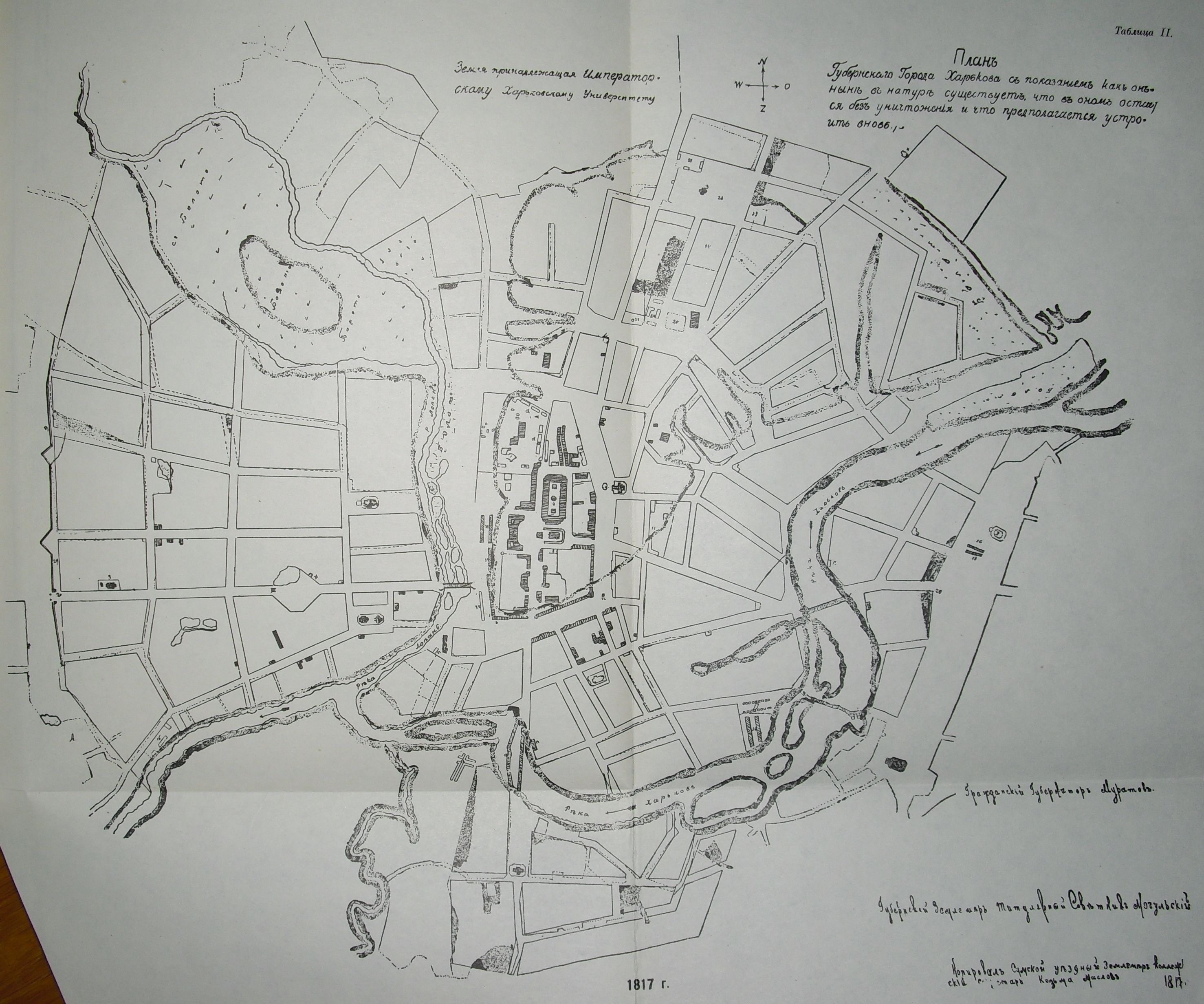
Мапа Харкова 1817 року
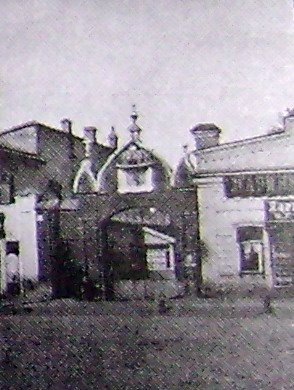
Старообрядницька церква Святої Трійці (зруйнована)